# 対日抗争期強制動員被害調査及び国外強制動員犠牲者等支援委員会
対日抗争期強制動員被害調査及び国外強制動員犠牲者等支援委員会（たいにちこうそうききょうせいどういんひがいちょうさおよびこくがいきょうせいどういんぎせいしゃとうしえんいいんかい）は、大韓民国国務総理直属の国家機関。日本による強制動員被害の真相糾明と被害者・犠牲者またはその遺族に対する慰労金等の支給を目的として設置された。

## 沿革
- 2004年3月5日 - 日帝強占下強制動員被害真相糾明等に関する特別法制定。
- 2004年11月10日 - 日帝強占下強制動員被害真相糾明委員会設置。
- 2007年12月10日 - 太平洋戦争前後国外強制動員犠牲者支援法制定。
- 2008年6月18日 - 太平洋戦争前後国外強制動員犠牲者支援委員会設置。
- 2008年9月1日 - 太平洋戦争前後国外強制動員犠牲者慰労金等の支給申請受付開始。
- 2010年3月22日 - 対日抗争期強制動員被害調査及び国外強制動員犠牲者等支援に関する特別法（以下、“特別法”と呼ぶ）を制定・施行。この法令に基づき、日帝強占下強制動員被害真相糾明委員会と太平洋戦争前後国外強制動員犠牲者支援委員会を廃止して、対日抗争期強制動員被害調査及び国外強制動員犠牲者等支援委員会（以下、“委員会”と呼ぶ）を設置。
- 2014年6月30日 - 慰労金等支給の申請受付終了（予定）。

## 業務
特別法第8条により以下の事項を審議・議決する。
1. 対日抗争期強制動員被害[1]真相調査及び被害判定不能決定に関する事項
2. 対日抗争期強制動員被害と関連のある国内外資料の収集・分析及び遺体の調査と発掘・収拾・返還に関する事項
3. 被害者[2]及び遺族[3]の審査・決定に関する事項
4. 史料館及び追悼空間の造成に関する事項
5. 特別法で定めている家族関係登録簿の作成に関する事項
6. 国外強制動員犠牲者[4]及びその遺族または未収金被害者[5]及びその遺族に該当するかの是非に関する事項
7. 国外強制動員生還者[6]の該当の是非に関する事項
8. 国外強制動員犠牲者の負傷による障害の判定に関する事項
9. 慰労金等の支給[7]に関する事項
10. 結果報告書作成[8]等に関する事項
11. その他大統領令で定める事項

会議は在職委員の過半数の出席で開かれ、出席議員の過半数の賛成で議決する。

## 組織
委員会は常任委員である委員長（次官級）1名を含む11名以内の委員で構成される。委員は大統領が任命または委嘱する。公務員でない委員の任期は2年。

### 分科委員会
委員会の業務を効率的に遂行するために、以下の分科委員会が設置されている。
- 強制動員被害調査分科委員会
- 犠牲者及び遺族是非審査分科委員会
- 未収金被害審査分科委員会
- 障害等級判定分科委員会

障害等級判定分科委員会以外の分科委員会は委員長が任命また委嘱する10名以内の委員、障害等級判定分科委員会は専門医資格を持つ10名以上の委員を含めた15名以内の委員で構成される。任期は2年。各分科委員会委員長は委員会委員の中から委員会の議決を経て委員長が任命または委嘱する。

### 事務局
- 事務局長（委員会幹事を兼任）
  - 運営支援課
  - 企画総括課
  - 調査審議官
    - 調査1・2・3・4課

  - 支援審査官
    - 審査1・2・3課

## 存続期間
存続期間は2015年6月30日まで。但し期間内の業務完了が困難な場合は、国会の同意を経て6か月以内の範囲で1度の延長が認められている。